# Olga Waldschmidt
Olga („Olly“) Waldschmidt, geborene Schwarz (* 5. Februar 1898; † 9. Januar 1972 in Stuttgart), war eine deutsche Bildhauerin, Grafikerin, Malerin und Mosaizistin. Ihr Spezialgebiet waren Bronzefiguren und Kopfbüsten.

## Leben
Ihr Vater, der Stuttgarter Bankier Karl Ludwig Albert Schwarz, war Kunstsammler, der seine Tochter früh mit Kunst vertraut machte. Waldschmidt studierte an der Staatlichen Akademie in Stuttgart Malerei und Bildhauerei und heiratete 1921 ihren Lehrer, den Grafiker und Bildhauer Arnold Waldschmidt (* 1873; † 1958). Ihre gemeinsame Tochter Ute (* 11. September 1922; † 1984) heiratete Albrecht von Urach (* 8. Oktober 1903; † 11. Dezember 1969). Olly Waldschmidt schuf Mosaiken, Wandbilder und betrieb eine Malschule. 1923 trat sie der Stuttgarter Sezession bei und stellte ihre Werke auf deren Ausstellungen zwischen 1923 und 1932 aus. 1929 gründete sie gemeinsam mit Anton Kolig, Albert Mueller, Hermann Sohn, Walter Ostermayer, Hans und Marianne Spiegel, Lily Hildebrandt, Arnold Waldschmidt und Karl Knappe die Künstlergemeinschaft Gruppe 1929.
Olga Waldschmidt war 1940, 1943 und 1944 auf der Großen Deutschen Kunstausstellung in München vertreten. Dort zeigte sie 1943 die Büsten „Ritterkreuzträger Oberleutnant Helmut Meckel“ und „Träger des Ritterkreuzes mit Eichenlaub, Schwertern und Brillanten Major Gollob“, die beide vom Heeresmuseum Wien erworben wurden, und 1944 „Der Dichter Kurt Eggers“.
Einige ihrer Werke sind heute im Besitz der Staatsgalerie Stuttgart.

## Werke (Auswahl)
- Ein großes Mosaikbild von einer Stadtansicht New Yorks (Titel „Wolkenkratzer“) für den Schnelldampfer Bremen
- An der Ecke der Glinkastrasse an der Fassade des ehemaligen „Hauses der Deutsch-Sowjetischen Freundschaft“ befindet sich ein Relief des Kopfes des russischen Komponisten Michail Glinka.
- Bronzekopf „Junger Pionier“ von 1951.

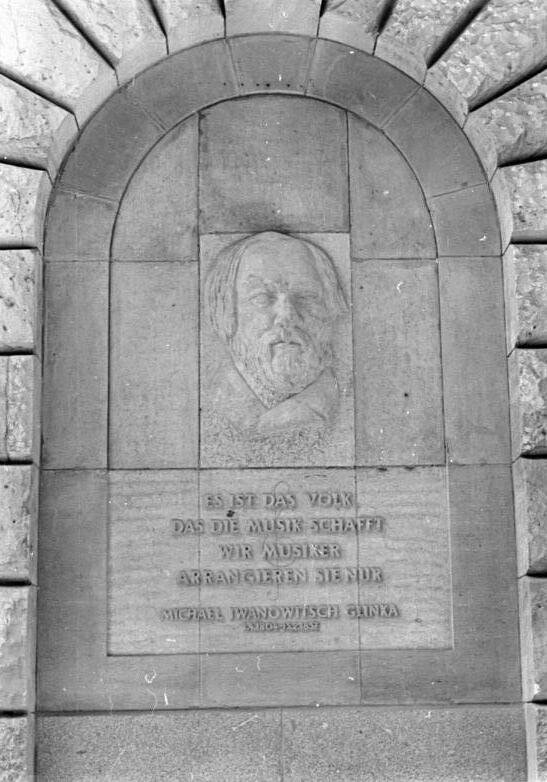
Relief von Michail Glinka
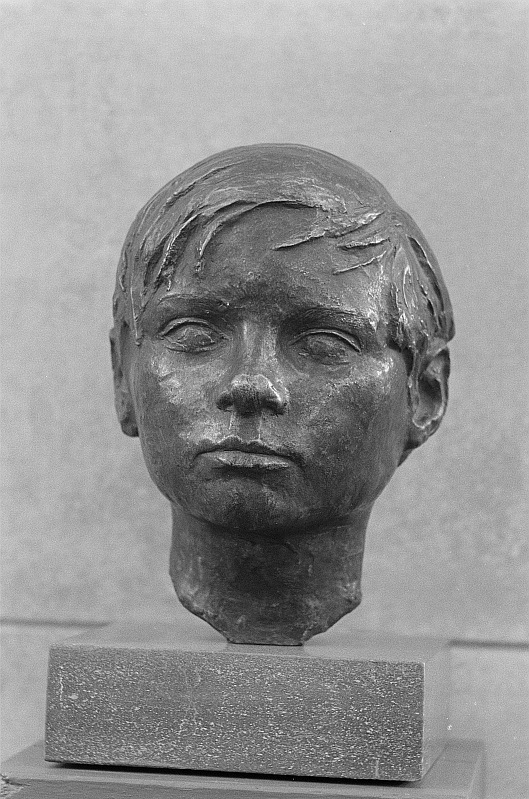
„Junger Pionier“